# Pont de Térénez
Pont de Térénez ist der Name dreier Brücken über die Trichtermündung der Aulne im Département Finistère in der Bretagne. Der 2011 fertiggestellte Neubau ist die erste im Grundriss gekrümmte Schrägseilbrücke Frankreichs, also die erste Schrägseilbrücke Frankreichs mit einer in einer Kurve verlaufenden Straße.

## Lage
Die Halbinsel Crozon im Süden der Bucht von Brest wird durch die weit ins Land reichende, tief eingeschnittene Trichtermündung der Aulne von den nördlichen Teilen des Département Finistère abgeschnitten. Wollte man nicht die Fähre nehmen, führte der Weg von Crozon nach Brest jahrhundertelang über die Brücken in Châteaulin über die Aulne und in Landerneau über den Élorn, eine Strecke von rund 100 km. Die erste, 1925 fertiggestellte Pont de Térénez im Zuge der Straße Gc 21 (heute D 791) von Crozon nach Le Faou ersparte den Umweg über Châteaulin und verkürzte den Weg auf 74 km. Sie überquert die Aulne zwischen steilen Ufern an einer engeren Stelle kurz vor der Mündung in die Bucht von Brest. 1930 ersparte schließlich die Pont de Plougastel über den Élorn den Umweg über Landerneau und verkürzte die Strecke auf 59 km.

## Erste Hängebrücke von 1925
1909 wurde der Bau einer Hängebrücke beschlossen, der Erste Weltkrieg unterbrach jedoch die Ausführung, die erst 1920 wieder aufgenommen werden konnte. Die Brücke war 376 m lang und hatte eine Spannweite von 272 m. Ihre 62/68 m hohen Pylone bestanden aus Mauerwerk und waren untereinander durch eine Wand aus Mauerwerk verbunden. Die Brückenplatte war durch seitliche Stahl-Fachwerkrahmen stabilisiert. Die Brücke hatte eine lichte Höhe von 38 m. Die Hängebrücke wurde am 13. Dezember 1925 eröffnet. Sie hatte damals die größte Spannweite aller europäischen Hängebrücken.
Am 24. August 1944 wurde die Brücke durch die abziehenden deutschen Truppen gesprengt.

## Zweite Hängebrücke von 1952
Nach dem Krieg wurde eine neue Hängebrücke an der gleichen Stelle mit den gleichen Maßen gebaut. Auf dem vorhandenen Unterbau der Pfeiler wurden jedoch schlanke Pylone aus Stahlbeton errichtet. Bei wachsendem Verkehr mit größer werdenden Fahrzeugen zeigte sich der Nachteil der zwischen steilen Hängen quer über den Fluss gebauten Brücke: an den Enden der Brücke musste die Straße fast im rechten Winkel abbiegen. Das verlangsamte den Verkehr erheblich. Bei der Begegnung von Sattelschleppern musste einer warten, bis der andere vorbeigefahren war. Außerdem wurde eine Schädigung der Betonpylone durch eine Alkali-Kieselsäure-Reaktion festgestellt. Die Brücke stand deshalb seit 1992 unter genauer Beobachtung. Sie wurde 2014 abgebrochen.

## Schrägseilbrücke von 2011
Ab 1995 wurden Studien über eine neue Brücke mit einer verbesserten Verkehrsführung unternommen. Der von dem Brückenbau-Ingenieur Michel Virlogeux, dem Architekten Charles Lavigne und Vertretern der staatlichen Bauplanungs-, -beratungs- und -überwachungsinstitution Sétra erstellte Entwurf für eine Brücke etwa 60 m unterhalb der existierenden wurde schließlich zur Ausführung angenommen.
Es handelt sich um eine Schrägseilbrücke mit einer in einer großen Kurve verlaufenden Fahrbahn, an die sich die Zufahrtsstraßen mit ebenso weiten Bögen anschließen. Diese Linienführung wurde möglich durch die gegenüber der alten Brücke deutlich höhere Lage der Fahrbahnplatte, so dass die Zufahrtsstraßen oberhalb der steilsten Abschnitte in flacheren Bereichen der Talhänge gebaut werden konnten. An den beiden Ufern steht jeweils an der Innenseite der Fahrbahnkurve ein nach außen geneigter Pylon, der unter der Fahrbahndecke von einem schrägen Pfeiler abgestützt wird, so dass sich ein großes Lambda ergibt. An den Pylonen sind 72 Seilpaare im Fächersystem befestigt, deren untere Enden an beiden Seiten der gebogenen Fahrbahn fixiert sind, was technisch ein geordnetes System darstellt, aus der Sicht des sich über die Brücke bewegenden Betrachters aber sich ständige ändernde Anordnungen und vielfältige Überschneidungen der Seile ergibt.
Das Brückenbauwerk ist insgesamt 515 m lang. Die große Öffnung über den Fluss hat eine Spannweite von 285 m, die beiden seitlichen Felder haben Spannweiten von 81,25 m und 33,70 m. Die Fahrbahn mit zwei Fahrspuren ist 7,50 m breit; außerhalb der Seilbefestigungen schließen sich je 2,40 m breite Wege für Fußgänger und Fahrradfahrer an. Die Fahrbahnkurve im Mittelteil hat einen Radius von 800 m, die stärker gekrümmten Zufahrten haben einen Radius von 200 m. Die Fahrbahnplatte besteht aus Spannbeton und wurde im Freivorbau mit 7,50 m langen Betonierabschnitten erstellt.
Die Pylone sind fast 100 m hoch und bestehen ebenfalls aus Spannbeton. Ihr Querschnitt verjüngt sich zunächst, um sich unterhalb der Seilverankerungen wieder zu verbreitern, was besondere Anforderungen an die Selbstkletterschalung stellte. In der Spitze der Pylone befindet sich jeweils ein 119 t schwerer Ankerblock für die Seile, der von einem Mobilkran in einem Stück zur Montage gehoben wurde.
Bauherr der Brücke ist der Conseil Général du Finistère. Die im April 2007 begonnenen Bauarbeiten wurden von VINCI Construction France in Zusammenarbeit mit einigen ihrer Tochterfirmen ausgeführt. Am 16. April 2011 wurde die Brücke eröffnet.